# Maspalomas
Maspalomas est une localité située sur l'île de Grande Canarie, plus précisément dans la commune de San Bartolomé de Tirajana, située à quinze minutes de l'aéroport de Grande Canarie, et à cinquante kilomètres au sud de Las Palmas de Gran Canaria, la capitale de l'île.

## Présentation
Le nom de la ville, même s'il a été hispanisé, viendrait du guanche : Masəbbă-əluməs puis Masppalomas puis Maspalomas.
Maspalomas est voisine de la Plage des Anglais qui est la plus grande plage de toute l'île. Surtout les dunes de Maspalomas constituent un lieu de visite assez réputé.
Sur son territoire se trouve le Phare de Maspalomas de 55 mètres de haut en fonctionnement depuis 1890.
Le centre spatial des Canaries de l'Instituto Nacional de Técnica Aeroespacial se trouve sur le territoire de Maspalomas. Il est équipé d'une antenne permettant de communiquer en bande S (transmission et réception) et en bande X (réception uniquement).

## Galerie

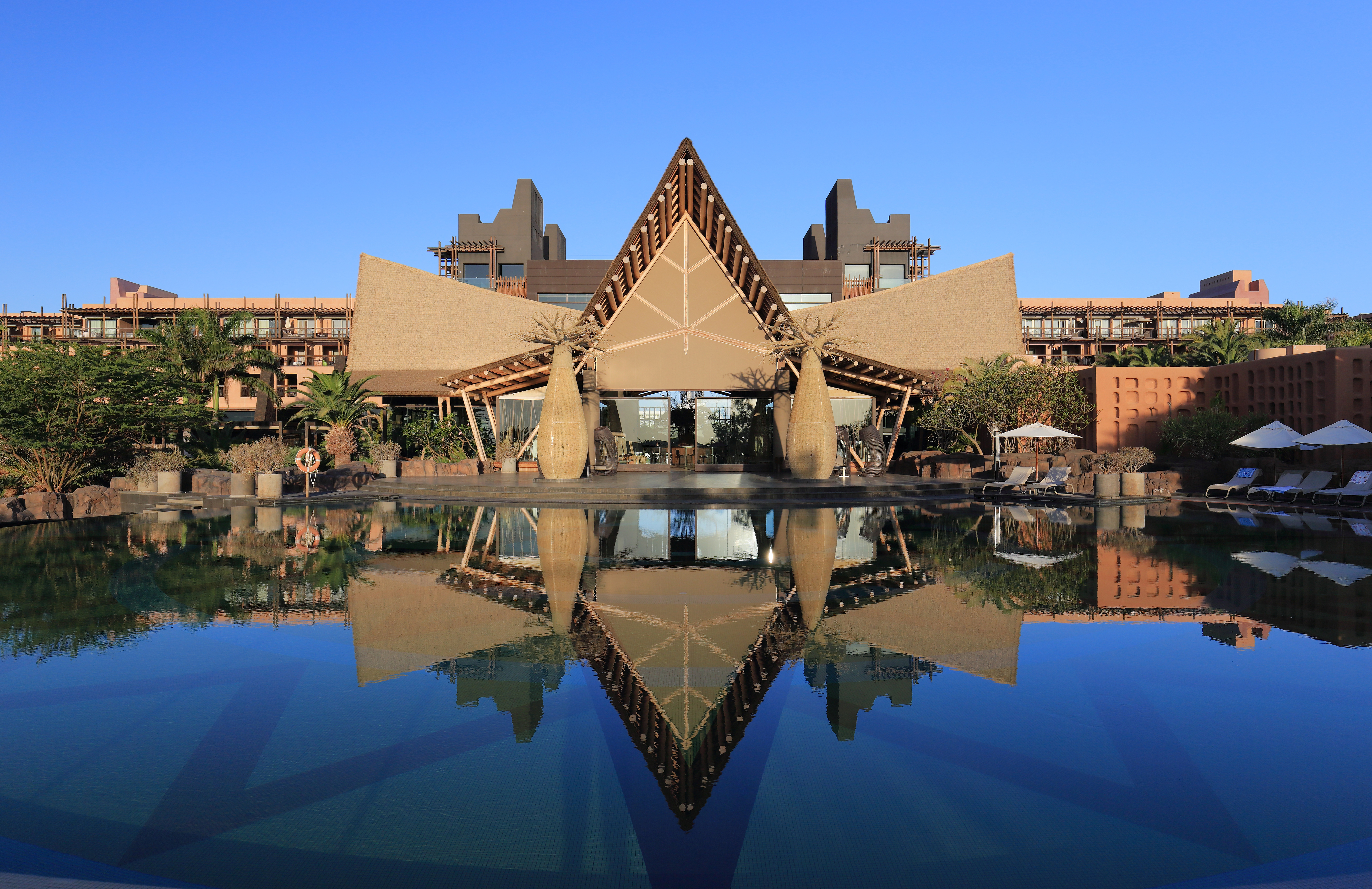
Le lieu-dit « Lopesan Baobab Resort », à Maspalomas.
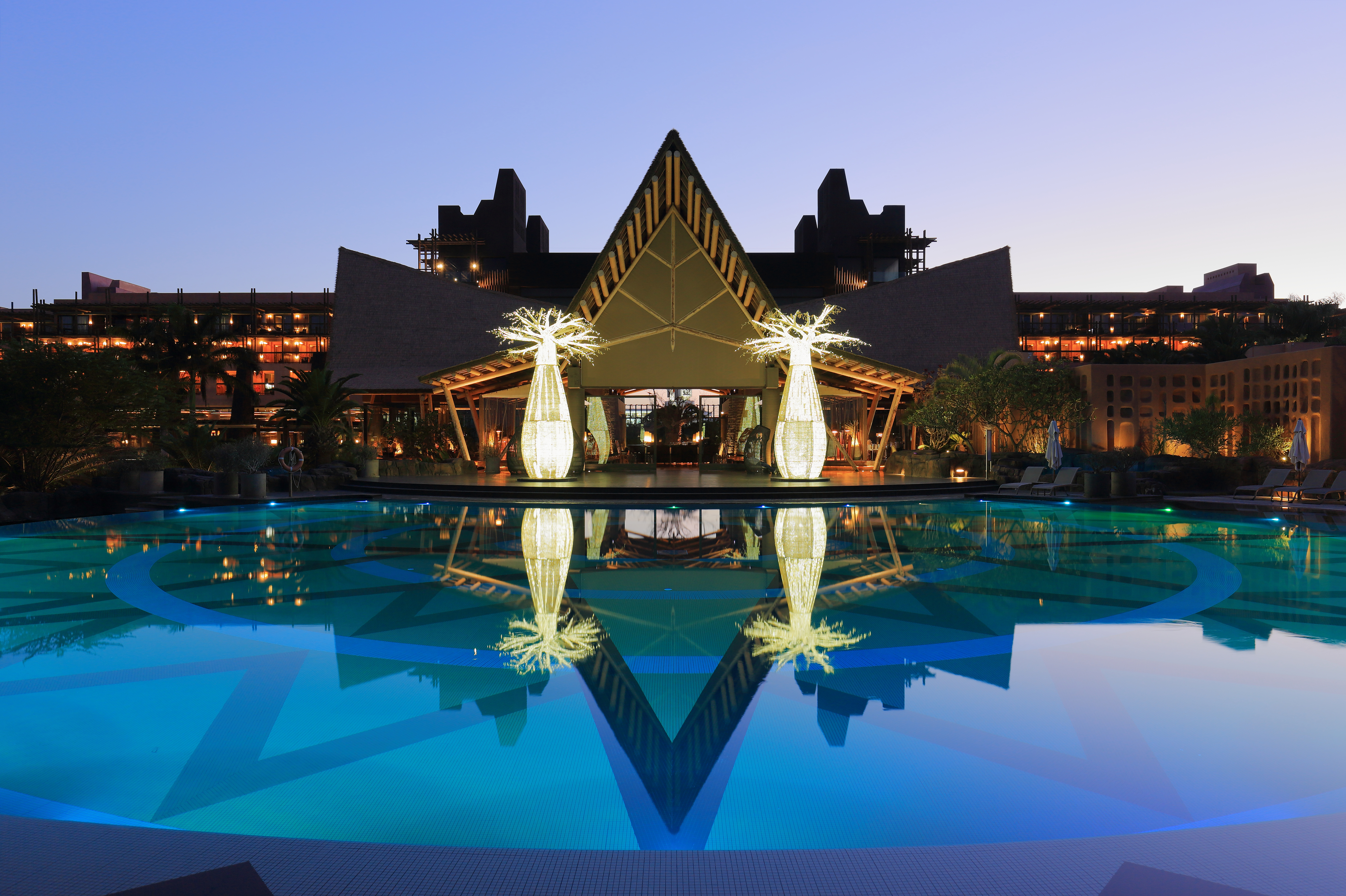
Le même, proche de la nuit. Mai 2018.

## Climat
Maspalomas bénéficie de l'effet modérateur de l'océan sur les températures. Les températures connaissent en effet de faibles variations annuelles et diurnes et demeurent agréables toute l'année. Les maximales avoisinent 27 °C en été et 20 °C en hiver tandis que les minimales avoisinent 21 °C en été et 15 °C en hiver. Par contre le climat est aride avec une pluviométrie annuelle de seulement 143 mm. Les précipitations ont lieu essentiellement en hiver et sont nulles en été.
| Mois                                | jan. | fév. | mars | avril | mai  | juin | jui. | août | sep. | oct. | nov. | déc. | année |
| ----------------------------------- | ---- | ---- | ---- | ----- | ---- | ---- | ---- | ---- | ---- | ---- | ---- | ---- | ----- |
| Température minimale moyenne (°C)   | 14,7 | 14,9 | 15,4 | 15,7  | 17   | 18,7 | 20,4 | 21,2 | 21,2 | 19,7 | 17,9 | 15,7 | 17,7  |
| Température maximale moyenne (°C)   | 20,6 | 21   | 21,8 | 22,1  | 23,1 | 24,7 | 26,5 | 27,1 | 27,1 | 25,8 | 23,8 | 21,8 | 23,8  |
| Précipitations (mm)                 | 18   | 24   | 14   | 7     | 2    | 0    | 0    | 0    | 10   | 13   | 18   | 27   | 143   |
| Nombre de jours avec précipitations | 5    | 4    | 4    | 3     | 1    | 0    | 0    | 0    | 2    | 3    | 5    | 6    | 33    |

## Sports
La ville dispose de son propre stade, le Stade municipal de Maspalomas, qui accueille l'équipe de football du CD Maspalomas.
La coupe d'Europe de football de plage 2001 s'est déroulée à Maspalomas du 2 au 4 février.